# Jan Hendrik Verheijen
Jan Hendrik Verheijen (Utrecht, 22 december 1778 - aldaar, 14 januari 1846) was een Nederlands kunstschilder en tekenaar.

## Leven en werk
Verheijen was aanvankelijk voorbestemd voor het notaris-ambt, maar wilde altijd al schilderen. Uiteindelijk koos hij op zijn 21e met toestemming van zijn ouders voor het kunstenaarschap en trad in de leer bij de Utrechtse rijtuig- en decoratieschilder Nicolaas Osti (1757-1801). De aquarellen van bloemstillevens die hij daar maakte trokken de aandacht van hoogleraar Jan Bleuland. Bleuland bood hem de kans bood zijn talenten verder te ontwikkelen, met name door het laten kopiëren van stadsgezichten uit diens kabinet, onder meer van Jan van der Heyden, Job Berckheyde, Gerrit Berckheyde.
Hoewel hij ook landschappen, kerkinterieurs en portretten maakte, werd Verheijen ook zelf voornamelijk bekend als stadsschilder, vooral van Utrecht. Als thema koos hij veelal voor zeventiende- en achttiende-eeuwse huizen, vaak met middeleeuwse kerken of stadspoorten. Hij werkte uitermate nauwkeurig, meestal met een fraai, warm coloriet. Ter voorbereiding maakte hij vaak diverse architectonische schetsen. Later zouden zijn stadsgezichten echter deels gefantaseerd zijn. Ook zijn figuren zijn niet geheel historisch, aangezien ze doorgaans gekleed gaan in contemporaine kleding. Voor zijn figuren gebruikte hij schetsen van mensen die hij op tekenavonden bij het tekengenootschap "Kunstliefde" maakte en later invoegde in zijn werken.
Vanaf 1822 was Verheijen lid van de Koninklijke Academie voor Beeldende Kunsten te Amsterdam. Hij overleed in 1843, 64 jaar oud. Diverse van zijn werken zijn in het bezit van het Centraal Museum te Utrecht en het Rijksmuseum Amsterdam. Een aantal van zijn tekeningen bevinden zich in de collectie van het Metropolitan Museum of Art in New York.

## Galerij

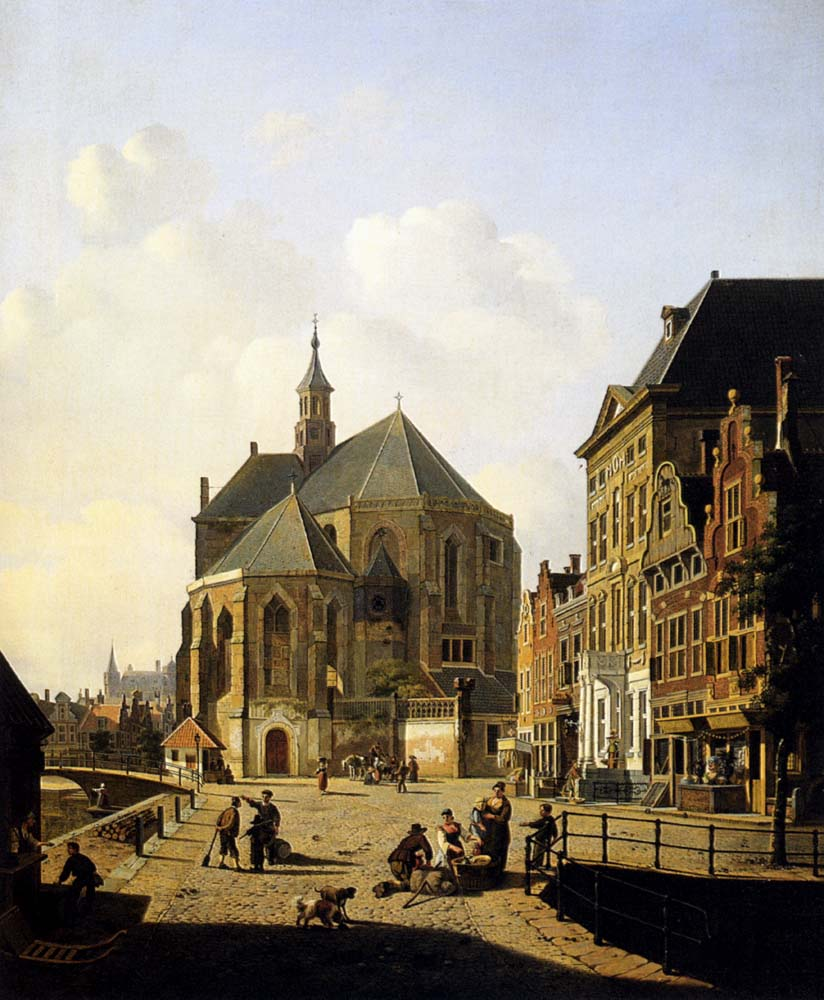
Een levendige blik op een stad
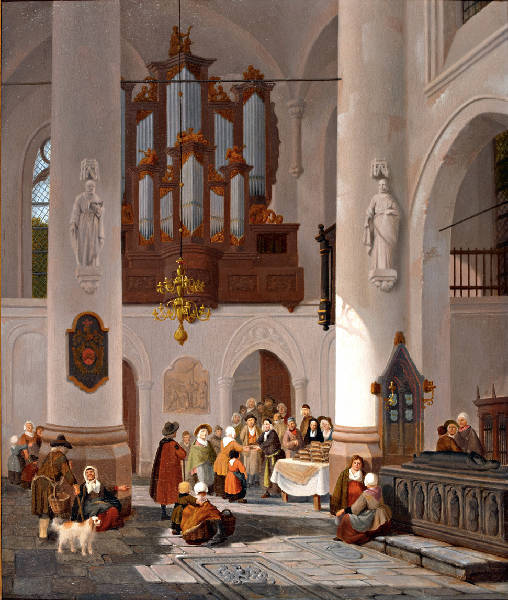
Kerkinterieur met brooduitdeling aan de armen
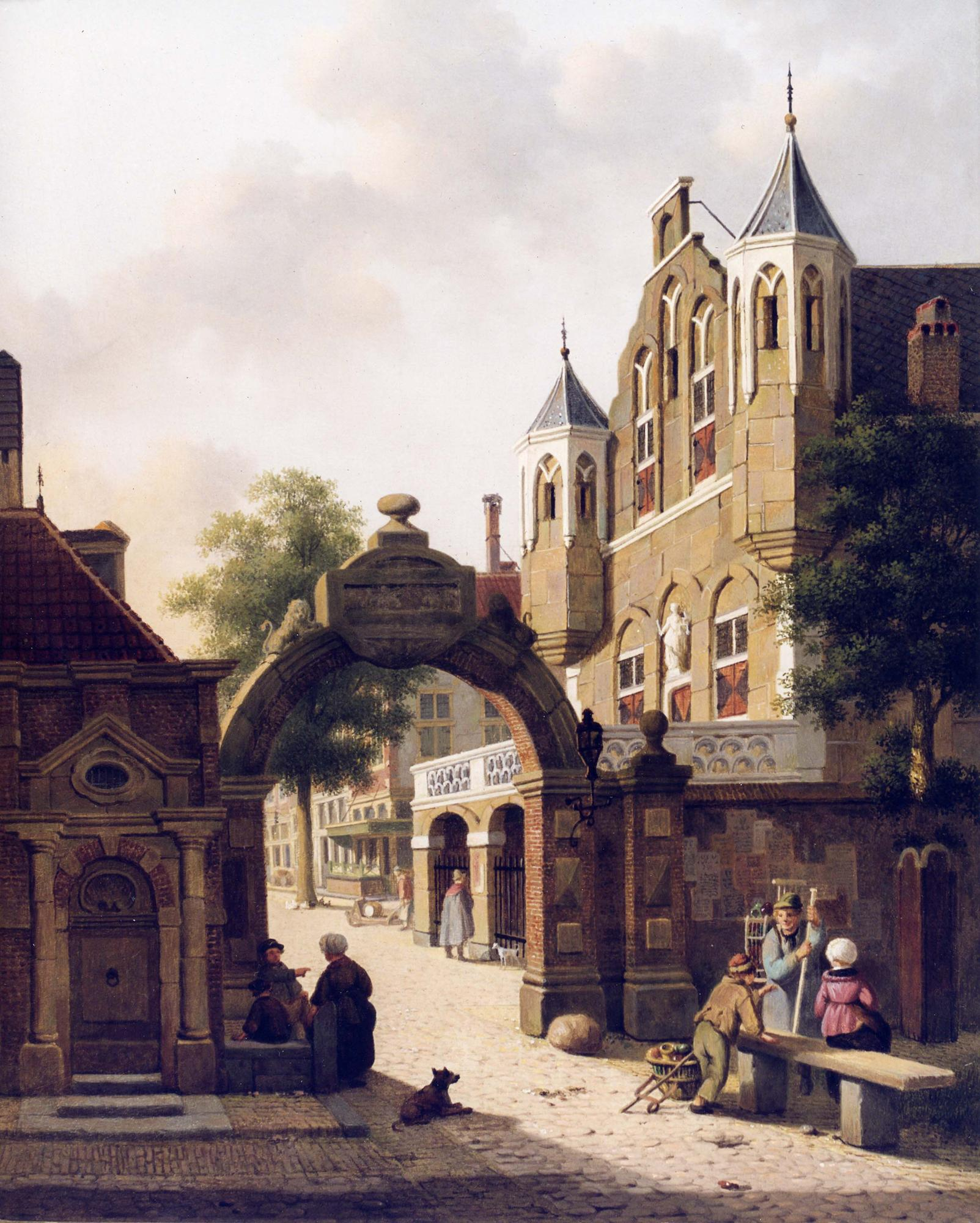
Hollands straattafereel met figuren
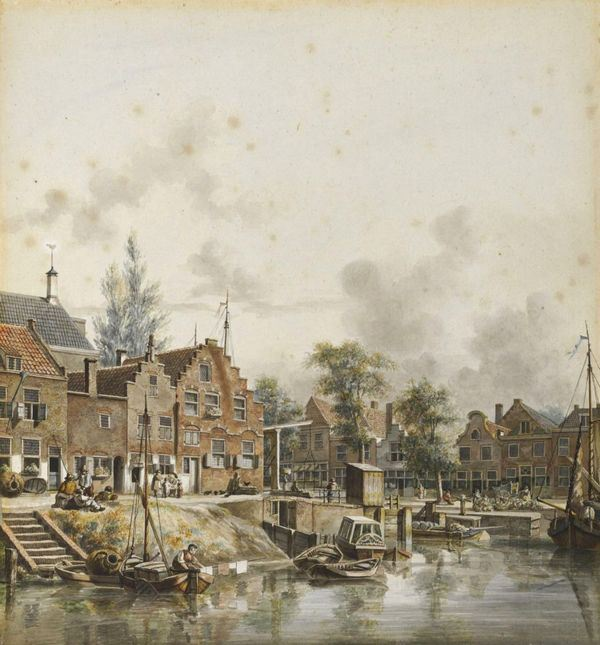
De bemuurde Weerd, Utrecht, tekening
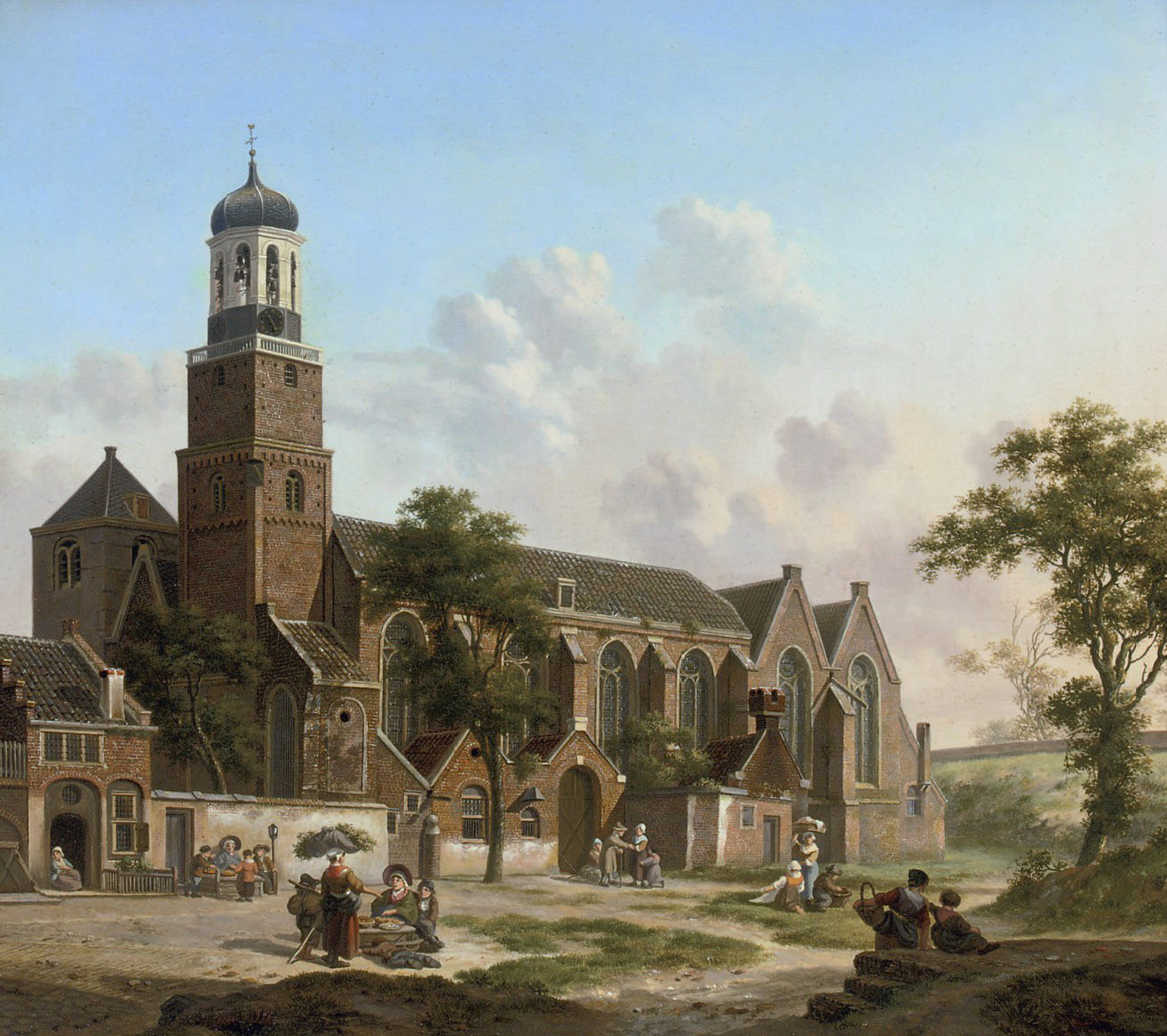
De Nicolaaskerk te Utrecht
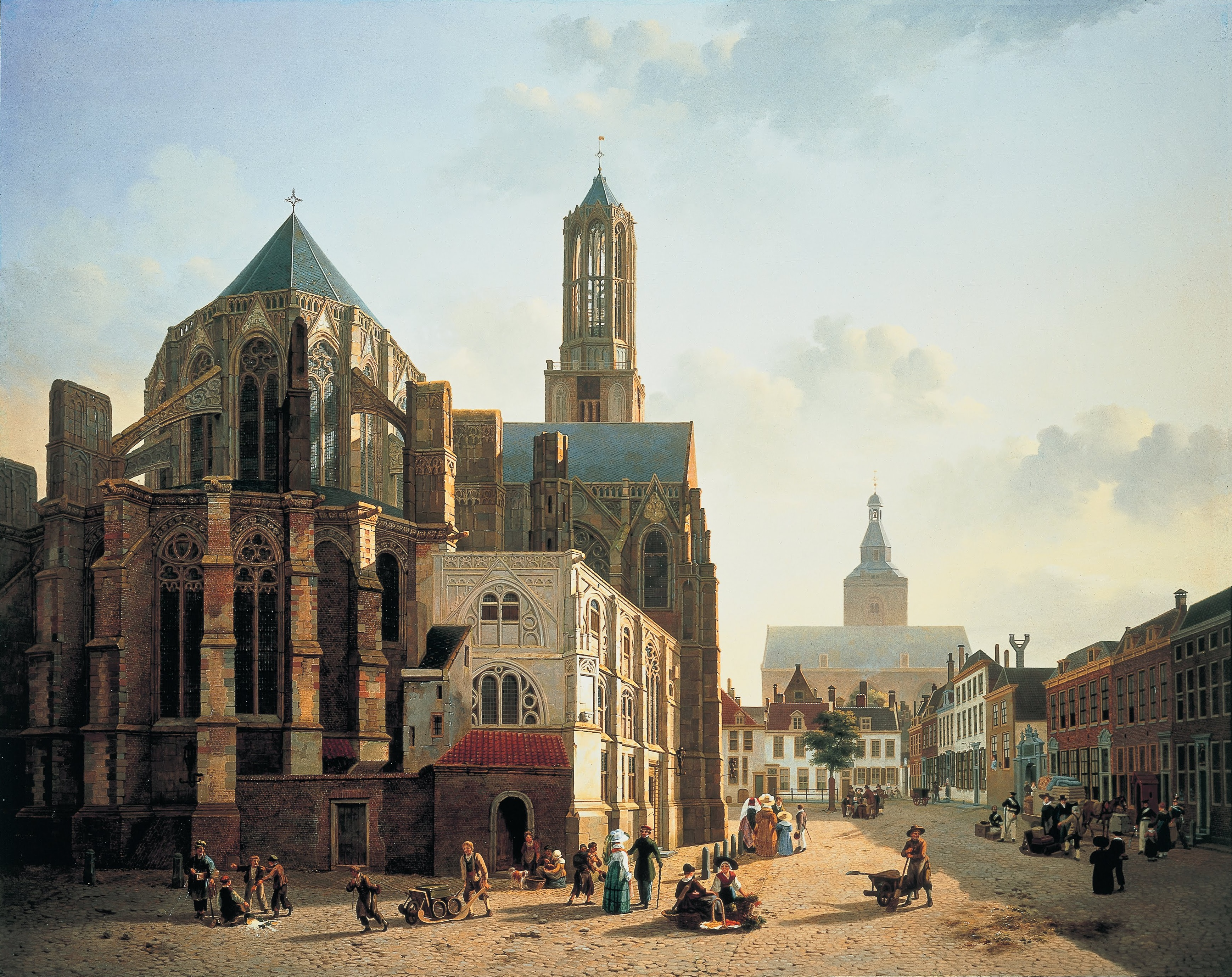
Het koor en de toren van de kathedraal van Utrecht
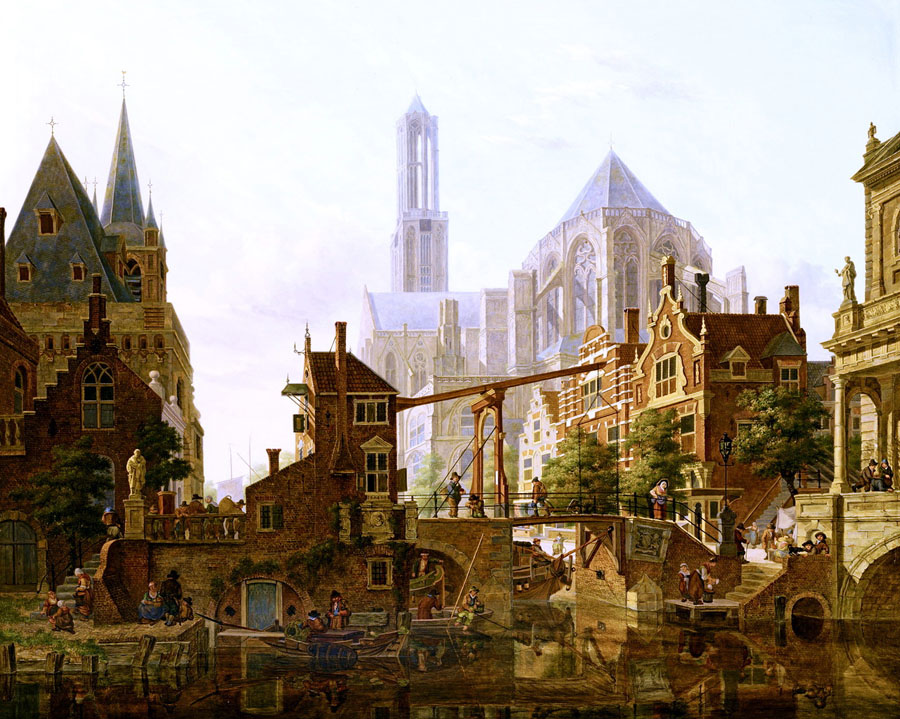
Een levendig stadstafereel, Utrecht
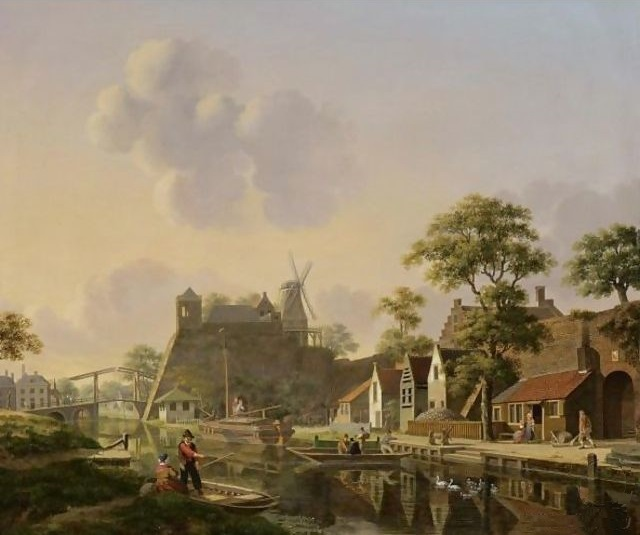
Stad aan een kanaal